# Saint-Pierre-de-Bressieux
Saint-Pierre-de-Bressieux település Franciaországban, Isère megyében. Lakosainak száma 778 fő (2022. január 1.). Saint-Pierre-de-Bressieux Bressieux, Brézins, Brion, Marnans, Roybon, Saint-Étienne-de-Saint-Geoirs, Saint-Geoirs és Saint-Siméon-de-Bressieux községekkel határos.

## Népesség
A település népessége az elmúlt években az alábbi módon változott:
| Lakosok száma | 543  | 592  | 621  | 674  | 757  | 766  | 761  | 758  | 763  | 778  |
|               | 1968 | 1982 | 1990 | 2006 | 2013 | 2015 | 2017 | 2019 | 2020 | 2022 |